# Vstiš
Vstiš település Csehországban, a Dél-plzeňi járásban. Vstiš Chotěšov, Dobřany és Dnešice településekkel határos. Lakosainak száma 571 fő (2024. január 1.).

## Népesség
A település lakosságának változását az alábbi diagram mutatja:
| Lakosok száma | 381  | 772  | 862  | 551  | 464  | 439  | 486  | 517  | 579  | 571  |
|               | 1869 | 1900 | 1921 | 1961 | 1980 | 2011 | 2016 | 2019 | 2021 | 2024 |